# Université Tyndale
L'Université Tyndale (anglais : Tyndale University) est une université canadienne chrétienne évangélique interconfessionnelle située à Toronto (Ontario), au Canada.

## Histoire

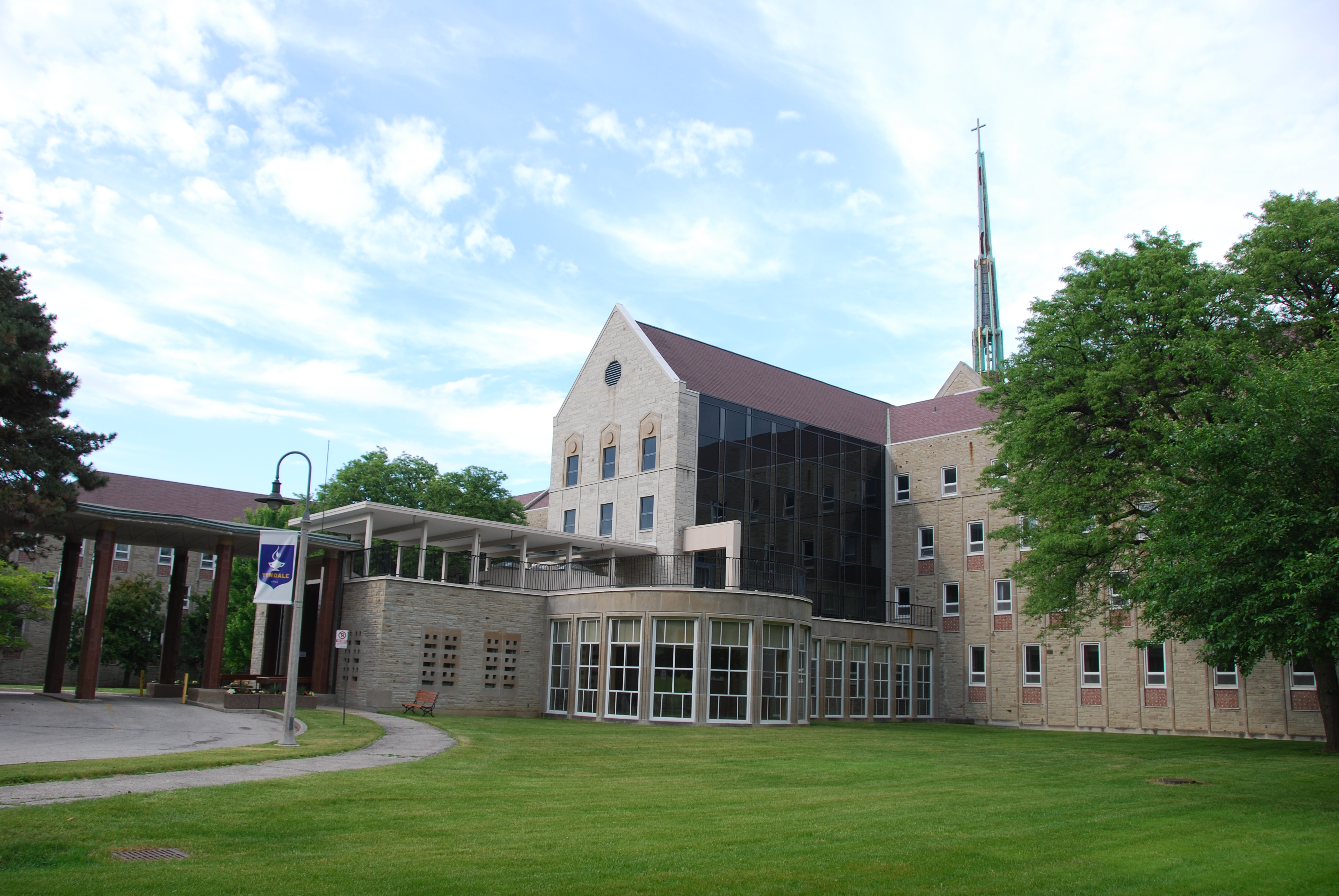
Entrée de l’université.

L'université a ses origines dans la fondation de la Toronto Bible Training School en 1894 par le pasteur baptiste Elmore Harris. En 1968, l’école a fusionné avec le London College of Bible and Missions pour former l’Ontario Bible College. En 1976, elle a acquis un nouveau campus sur Ballyconnor Ct. En 1998, elle a pris le nom de Tyndale College and Seminary et de Tyndale University College and Seminary en 2003. En 2015, elle a inauguré un nouveau campus sur Bayview Avenue.  En 2020, elle a pris le nom de Tyndale University .

## Affiliations
Elle est membre du Conseil pour les collèges et universités chrétiens
.

## Partenaires
L’école est interconfessionnelle et a ainsi diverses confessions évangéliques partenaires .